# باين ويتني
باين ويتني (بالإنجليزية: William Payne Whitney)‏ هو نجم اجتماعي ورائد أعمال ومحامي أمريكي، ولد في 20 مارس 1876 في نيويورك في الولايات المتحدة، وتوفي في 25 مايو 1927 في مانهاست في الولايات المتحدة.